# Leeanna Walsman
Leeanna Walsman es una actriz australiana, conocida por haber interpretado a Zam Wesell en Star Wars: Episode II - Attack of the Clones.

## Biografía
Leeanna Walsman fue alumna del "Actors College of Theatre".

## Carrera
En 1999 dio vida a Myah en la serie Thunderstone.
En el 2001 se unió al elenco de la serie Love Is a Four-Letter Word donde interpretó a Larissa Barrett.
En el 2002 apareció en la exitosa y popular película Star Wars: Episodio II - El ataque de los clones donde interpretó a Zam Wesell, una cazadora de recompensa que es contratada para asesinar a Padmé Amidala (Natalie Portman), sin embargo falla en su misión y es asesinada por Jango Fett (Temuera Morrison).
En el 2007 apareció como invitada en dos episodios de la serie norteamericana The Starter Wife.
En el 2010 apareció en un episodio de la miniserie The Pacific donde interpretó a Lucy Otis.
En el 2012 se unió al elenco de la serie Underbelly: Badness donde interpreta a la detective sargento Pam Young.
En el 2013 se unió al elenco principal de la serie dramática Wentworth donde interpretará a la abogada y gobernadora de la prisión Erica Davidson, hasta ahora. La serie es el reboot de la exitosa serie británica Prisioner.
En diciembre del 2015 apareció en el primer spin-off de la exitosa serie australiana Home and Away: "Home and Away: An Eye for An Eye" donde dio vida a Virginia Issac, la novia del criminal Trevor "Gunno" Gunson (Diarmid Heidenreich), a quien ayuda a secuestrar al bebé Casey Braxton-Sharpe.
El 15 de mayo de 2017 se anunció que se había unido al elenco principal de la próxima serie de la SBS, Safe Harbour.

## Filmografía

### Series de televisión
| Año  | Serie                                | Personaje             | Notas                           |
| ---- | ------------------------------------ | --------------------- | ------------------------------- |
| 2018 | Safe Harbour                         | Bree Gallagher        | 4 episodios - miniserie         |
| 2017 | Seven Types Of Ambiguity             | Anna Martin           | 5 episodios - miniserie         |
| 2016 | Cleverman                            | Belinda Frosche       | 4 episodios                     |
| 2016 | Janet King                           | Peta Vickers          | 7 episodios                     |
| 2015 | Catching Milat                       | Shirley Soire         | 2 episodios - miniserie         |
| 2013 | Wentworth                            | Erica Davidson        | 10 episodios                    |
| 2012 | Underbelly: Badness                  | Det. Pam Young        | 4 episodios                     |
| 2010 | The Pacific                          | Cpl. Lucy Otis        | episodio "Iwo Jima" - miniserie |
| 2009 | Rogue Nation                         | Mary Putland          | episodio "Honour Among Thieves" |
| 2007 | The Starter Wife                     | Sasha                 | 2 episodios                     |
| 2006 | All Saints                           | Sophie Celna/Michelle | episodio "Behind Closed Doors"  |
| 2003 | White Collar Blue                    | Angie                 | episodio # 2.3                  |
| 2002 | Young Lions                          | Freda Lareen          | episodio # 1.4                  |
| 2001 | BeastMaster                          | Morah                 | episodio "Chosen One"           |
| 2001 | Love Is a Four-Letter Word           | Larissa Barrett       | 26 episodios                    |
| 2001 | Farscape                             | Borlik                | episodio "Suns and Lovers"      |
| 1999 | Thunderstone                         | Myah                  | 13 episodios                    |
| 1999 | Heartbreak High                      | Jet                   | 4 episodios                     |
| 1998 | Wildside                             | Jo                    | episodio # 1.15                 |
| 1997 | Murder Call                          | Camilla Collins       | episodio "Blood Heat"           |
| 1997 | Spellbinder: Land of the Dragon Lord | Mujer                 | episodio "Sun Becomes a Star"   |
| 1997 | Big Sky                              | Rachel                | episodio "Paradise"             |
| 1996 | Police Rescue                        | Debbie                | episodio "Tomorrow Never Knows" |

### Películas
| Año  | Título                                       | Personaje       | Notas                                                                                                  |
| ---- | -------------------------------------------- | --------------- | --- |
| 2020 | Penguin Bloom                                | Kylie           | junto a Naomi Watts y Andrew Lincoln                                                                   |
| 2015 | Home and Away: An Eye for An Eye             | Virginia        | junto a Diarmid Heidenreich, Dan Ewing, Nicholas Westaway, Kyle Pryor y George Mason                   |
| 2015 | Manny Lewis                                  | Maria           | junto a Carl Barron, Cheree Cassidy, Roy Billing, Damien Garvey, Vincent Andriano y Peter Bertoni      |
| 2013 | The Fort                                     | Darcy           | corto - junto a Heather Mitchell, Johnny Nicolaidis y Rosie Lourde                                     |
| 2013 | My Mother Her Daughter                       | Lynette         | corto - junto a Susan Prior, Ashleigh Cummings y Roger Adam Smith                                      |
| 2012 | Suspended                                    | Michelle        | corto - junto a Clare Bowen, Ewen Leslie, Damon Gameau y Yasmin Honeychurch                            |
| 2011 | Dance Me to the End of Love                  | Mary            | corto - junto a Julian Curtis, Oliver Torr y Alan Flower                                               |
| 2011 | Home                                         | -               | corto - junto a Alyssa McClelland, S.A. Griffin y Carla Cloud                                          |
| 2010 | Caught Inside                                | Alex            | junto a Ben Oxenbould, Daisy Betts, Sam Lyndon, Simon Lyndon, Harry Cook y Peter Phelps                |
| 2010 | Kissing Point                                | Sarah Logan     | corto - junto a Aden Young, Jess Callaghan y Gary Waddell                                              |
| 2008 | The Informant                                | Heidi Oliver    | junto a Colin Friels, Stephen Curry, Matt Day, William McInnes, Victoria Haralabidou y Salvatore Coco  |
| 2008 | $9.99                                        | Tanita          | junto a Geoffrey Rush, Anthony LaPaglia, Samuel Johnson, Joel Edgerton, Claudia Karvan y Roy Billing   |
| 2008 | Bitter & Twisted                             | Indigo Samvini  | junto a Gary Sweet, Matthew Newton, Noni Hazlehurst, Rhys Muldoon y Basia A'Hern                       |
| 2007 | Soul Mates                                   | Rachel          | corto - junto a Tom Clarke, Damian de Montemas, Justin Hanlon y Barry Otto                             |
| 2006 | Burst                                        | Angel           | corto - junto a Richard Cotter y Charlie Rose Wonson                                                   |
| 2006 | Ezra White, LL.B.                            | Louise White    | corto - junto a Mirrah Foulkes, Tia O'Neill y Dan Wyllie                                               |
| 2005 | Hercules                                     | Megara          | junto a Paul Telfer, Leelee Sobieski, Timothy Dalton y Sean Astin                                      |
| 2004 | Jessica                                      | Jessica Bergman | junto a Sam Neill, John Howard, Jack Finsterer, Wil Traval, Oliver Ackland, Huw Higginson y Felix Dean |
| 2004 | One Perfect Day                              | Alysse Green    | junto a Dan Spielman, Nathan Phillips, Leigh Whannell, Abbie Cornish y Kerry Armstrong                 |
| 2003 | The Shark Net                                | Ruth Parnham    | junto a William McInnes, Angie Milliken, Tim Draxl y Dan Wyllie                                        |
| 2002 | Star Wars: Episode II - Attack of the Clones | Zam Wesell      | junto a Ewan McGregor, Natalie Portman, Hayden Christensen y Temuera Morrison                          |
| 2000 | Looking for Alibrandi                        | Carly Bishop    | junto a Greta Scacchi, Anthony LaPaglia, Geoff Morrell, Kick Gurry, Matthew Newton y Pia Miranda       |
| 1997 | Blackrock                                    | Shana           | junto a Linda Cropper, Justine Clarke, Essie Davis, Jessica Napier, Bojana Novakovic y John Howard     |

### Videojuegos
| Año  | Título                   | Personaje  | Notas                           |
| ---- | ------------------------ | ---------- | ------------------------------- |
| 2002 | Star Wars: Bounty Hunter | Zam Wesell | prestó su voz para el personaje |

### Teatro
| Año  | Obra                         | Personaje | Director         | Teatro                 | Notas                                                                         |
| ---- | ---------------------------- | --------- | ---------------- | ---------------------- | ----------------------------------------------------------------------------- |
| 2011 | Speaking in Tongues          | Sonja     | Geordie Brookman | State Theatre          | junto a Lizzy Falkland, Terence Crawford y Chris Pitman                       |
| 2010 | Stockholm                    | Kali      | Steven Hoggett   | Sydney Theatre         | junto a Socratis Otto                                                         |
| 2010 | Saturn's Return              | Zara      | David Berthold   | Sydney Theatre         | junto a Matt Zeremes, Socratis Otto y Toby Moore                              |
| 2007 | Othello                      | Desdemona | Marion Potts     | Drama Theatre          | junto a Wayne Blair, Marcus Graham, Tom Wren, Ron Haddrick y Anni Finsterer   |
| 2006 | Peribanez                    | Casilda   | Neil Armfield    | Seymour Theatre        | junto a Socratis Otto, Sacha Horler, Nathaniel Dean, Nathan Page y Toby Moore |
| 2006 | A Streetcar Named Desire     | -         | Jon Halpin       | Playhouse Theatre      | junto a Nick Backstrom, Jaydn Bowe y Melinda Butel                            |
| 2004 | Ladybird                     | -         | Neil Armfield    | Belvoir Street Theatre | junto a Jacek Koman, Rebecca Massey, Toby Schmitz y Brett Stiller             |
| 2003 | The Shape of Things          | Evelyn    | Jeremy Sims      | Sydney Theatre         | junto a Brendan Cowell, Alyssa McClelland y Nick Flint                        |
| 2002 | The Cosmonaut's Last Message | -         | Joseph Couch     | Belvoir St. Theatre    | junto a Linal Haft, Genevieve Lemon y Bruce Spence                            |
| 2001 | Old Masters                  | -         | Benedict Andrews | Sydney Theatre         | junto a Max Cullen, Julie Forsyth, Robyn Nevin y Jacki Weaver                 |
| 2000 | The Recruit                  | -         | -                | Melbourne Theatre      | junto a John Howard, Conrad Coleby, Genevieve Lemon y Brendan Cowell          |
| 2000 | La Dispute                   | -         | -                | Sydney Theatre         | junto a Rose Byrne, David Field, Rhondda Findleton y Justine Saunders         |
| 1998 | Chasing the Dragon           | -         | David Berthold   | -                      | junto a Camilla Ah Kin, Vanessa Downing, Sandy Gore y Lee Willis              |

## Premios y nominaciones
| Año  | Categoría                                  | Premio             | Serie / Película | Resultado |
| ---- | ------------------------------------------ | ------------------ | ---------------- | --------- |
| 2018 | Most Outstanding Actress                   | Logie Award        | Safe Harbour     | Nominado  |
| 2009 | Best Supporting Actress                    | FCCA Award         | Bitter & Twisted | Nominada  |
| 2008 | Best Supporting Actress                    | AFI Award          | Bitter & Twisted | Nominada  |
| 2005 | Most Outstanding Actress in a Drama Series | Silver Logie Award | Jessica          | Nominada  |
| 2004 | Best Actress                               | IF Award           | One Perfect Day  | Nominada  |
| 2004 | Best Actress in a Leading Role             | AFI Award          | One Perfect Day  | Nominada  |